# Riacho Haianari
Haianari Creek é um afluente da margem oeste do   Rio Demerara em Alto Demerara-Berbice, Guiana . Ele entra no rio Demerara 90 milhas a montante da foz do Demerara.
È categorizado como uma corrente.